# Pico da Neblina
Pico da Neblina är ett 2 994 meter högt berg. Toppen ligger i Brasilien, även om delar av bergssidan ligger på venezolanskt territorium. Det är Brasiliens högsta berg och är beläget i sandstensmassivet Cerro de la Neblina, som runtom sig har Amazonas regnskog.

## Geografi
Pico da Neblina är beläget i den sydvästligaste delen av Guyanas högland. Det är höglandets högsta bergstopp, även om det ligger vid sidan av de mer kända tepui-bergen i Venezuela. Berget är del av bergsmassivet Cerro de la Neblina (spanska; portugisiska: Serra da Neblina), vilket består av sandsten som veckats till nästan lodrätt läge. Det har en relativ höjd (lägsta höjd hitom ett högre berg) på 2 886 meter; mellan Cerro da Neblina och de än högre Anderna i väster finns ett vidsträckt lågland.
På grund av sitt läge vid ekvatorn är det sällan minusgrader eller frost på berget, och det är aldrig snötäckt.
Bergets topp ligger på brasilianskt territorium, cirka 687 meter från gränsen till Venezuela. Vid gränsen mellan länderna ligger Pico 31 de Março, som i realiteten är del av samma skarpt uppstickande bergskon. Pico 31 de Março är med sina 2973 meters höjd Brasiliens nästa högsta berg och Venezuelas högsta berg utanför Anderna.

## Upptäckt och bestigning
Pico da Neblina ligger otillgängligt i den norra delen av Amazonas och långt från Amazonfloden. För det mesta täcks det av dimma – därav bergets namn ('Dimtoppen' på både portugisiska och spanska) – vilket gjort att Pico da Neblina upptäckts sent. Berget var lokalt känt, men först på 1950-talet beskrevs det och fördes in på kartor. Länge var det oklart om berget låg i Venezuela eller Brasilien, men en gränsexpedition 1962 placerade det på den brasilianska sidan av gränsen. Detta bekräftades tre år senare, då man också mätte bergstoppens höjd över havet.
Vid karteringen 1965 mättes Pico da Neblinas höjd till 3014 m ö.h., vilket då också flyttade ner Pico da Bandeira (nordöst om Rio de Janeiro) från positionen som Brasiliens högsta berg. 2004 gjordes en ommätning med hjälp av GPS-utrustning, vilket justerade höjden till det idag allmänt accepterade 2994 m ö.h. 1965 genomfördes den första bestigningen av bergets topp.

## Källhänvisningar
1. ↑  700 "Pico da Neblina. Brazil". Peakbagger.com. Läst 21 september 2 014, (engelska)
2. 1 2 3 4 5  "Neblina Peak". Summitpost.org. Läst 21 september 2014. (engelska)
3. ↑  "Pico da Neblina". NE.se. Läst 21 september 2014.